# Hart Hanson
Hart Hanson (Burlingame, 26 luglio 1957) è uno sceneggiatore e produttore televisivo statunitense.

## Vita e carriera
Hanson è nato a Burlingame, in California. Quando era ancora un bambino la sua famiglia si trasferì in Canada ed egli si laureò a Toronto. Hanson è principalmente conosciuto per aver prodotto, creato e sceneggiato vari episodi della serie televisiva Bones; grazie a quest'ultima ha vinto 4 Gemini Awards.
Attualmente Hanson sta lavorando alla serie da lui creata, The Finder, spin-off di Bones, e che viene trasmessa dal 12 gennaio 2012 sulla rete televisiva Fox.